# باوتو
باوتو (بالصينية: 包头市 )‏ هي مدينة على مستوى محافظة، في جمهورية الصين الشعبية، تتبع منغوليا الداخلية، تبلغ مساحتها 27,691 كيلومتر مربع، رمزها البريدي هو 014000.

## المناخ
يظهر الجدول التالي التغييرات المناخية على مدار السنة لباوتو:
| البيانات المناخية لـباوتو          | البيانات المناخية لـباوتو | البيانات المناخية لـباوتو | البيانات المناخية لـباوتو | البيانات المناخية لـباوتو | البيانات المناخية لـباوتو | البيانات المناخية لـباوتو | البيانات المناخية لـباوتو | البيانات المناخية لـباوتو | البيانات المناخية لـباوتو | البيانات المناخية لـباوتو | البيانات المناخية لـباوتو | البيانات المناخية لـباوتو | البيانات المناخية لـباوتو |
| الشهر                              | يناير                     | فبراير                    | مارس                      | أبريل                     | مايو                      | يونيو                     | يوليو                     | أغسطس                     | سبتمبر                    | أكتوبر                    | نوفمبر                    | ديسمبر                    | المعدل السنوي             |
| ---------------------------------- | ------------------------- | ------------------------- | ------------------------- | ------------------------- | ------------------------- | ------------------------- | ------------------------- | ------------------------- | ------------------------- | ------------------------- | ------------------------- | ------------------------- | ------------------------- |
| الدرجة القصوى °م (°ف)              | 7.4 (45.3)                | 15.9 (60.6)               | 20.4 (68.7)               | 34.4 (93.9)               | 35.9 (96.6)               | 36.7 (98.1)               | 39.2 (102.6)              | 37.6 (99.7)               | 35.0 (95.0)               | 27.5 (81.5)               | 19.3 (66.7)               | 10.1 (50.2)               | 39.2 (102.6)              |
| متوسط درجة الحرارة الكبرى °م (°ف)  | −4.1 (24.6)               | 0.4 (32.7)                | 7.6 (45.7)                | 16.9 (62.4)               | 23.9 (75.0)               | 28.2 (82.8)               | 29.6 (85.3)               | 27.1 (80.8)               | 22.1 (71.8)               | 14.8 (58.6)               | 5.2 (41.4)                | −2.3 (27.9)               | 14.1 (57.4)               |
| المتوسط اليومي °م (°ف)             | −11.1 (12.0)              | −6.8 (19.8)               | 0.7 (33.3)                | 9.5 (49.1)                | 16.7 (62.1)               | 21.4 (70.5)               | 23.2 (73.8)               | 21.0 (69.8)               | 15.0 (59.0)               | 7.3 (45.1)                | −1.8 (28.8)               | −9.0 (15.8)               | 7.2 (44.9)                |
| متوسط درجة الحرارة الصغرى °م (°ف)  | −16.8 (1.8)               | −12.7 (9.1)               | −5.6 (21.9)               | 2.0 (35.6)                | 8.7 (47.7)                | 13.6 (56.5)               | 17.1 (62.8)               | 15.3 (59.5)               | 8.7 (47.7)                | 1.3 (34.3)                | −7.2 (19.0)               | −14.3 (6.3)               | 0.8 (33.5)                |
| أدنى درجة حرارة °م (°ف)            | −31.4 (−24.5)             | −28.8 (−19.8)             | −20.4 (−4.7)              | −10.4 (13.3)              | −3.0 (26.6)               | 3.2 (37.8)                | 10.5 (50.9)               | 4.9 (40.8)                | −2.0 (28.4)               | −11.8 (10.8)              | −20.8 (−5.4)              | −25.6 (−14.1)             | −31.4 (−24.5)             |
| الهطول مم (إنش)                    | 2.1 (0.08)                | 3.8 (0.15)                | 8.3 (0.33)                | 8.1 (0.32)                | 17.3 (0.68)               | 28.0 (1.10)               | 81.3 (3.20)               | 87.7 (3.45)               | 38.7 (1.52)               | 17.1 (0.67)               | 3.8 (0.15)                | 1.4 (0.06)                | 297.6 (11.71)             |
| متوسط أيام هطول الأمطار (≥ 0.1 mm) | 1.4                       | 2.2                       | 2.9                       | 3.0                       | 4.7                       | 7.0                       | 10.5                      | 10.7                      | 6.9                       | 3.8                       | 1.7                       | 1.5                       | 56.3                      |
| المصدر: Weather China              |                           |                           |                           |                           |                           |                           |                           |                           |                           |                           |                           |                           |                           |

## التقسيمات الإدارية
- Donghe District [الإنجليزية]‏
- Hondlon District [الإنجليزية]‏
- Qingshan District, Baotou [الإنجليزية]‏
- Shiguai District [الإنجليزية]‏
- بايان أوبو
- Jiuyuan District [الإنجليزية]‏
- Tumed Right Banner [الإنجليزية]‏
- Guyang County [الإنجليزية]‏
- Darhan Muminggan United Banner [الإنجليزية]‏.

## أعلام
- يانغ كون
- ليو أيلينغ